# Meedo yarragin
Espèce
Meedo yarragin est une espèce d'araignées aranéomorphes de la famille des Trachycosmidae.

## Distribution
Cette espèce est endémique du Sud de l'Australie-Occidentale. Elle se rencontre vers Yarragin Rock, la réserve naturelle de Durokoppin et Coolgardie.

## Description
Le mâle holotype mesure 4,7 mm et la femelle 4,6 mm.

## Systématique et taxinomie
Cette espèce a été décrite par Platnick en 2002.

## Étymologie
Son nom d'espèce lui a été donné en référence au lieu de sa découverte, Yarragin Rock.

## Publication originale
- Platnick, 2002 : « A revision of the Australasian ground spiders of the families Ammoxenidae, Cithaeronidae, Gallieniellidae, and Trochanteriidae (Araneae: Gnaphosoidea). » Bulletin of the American Museum of Natural History, no 271, p. 1-243 (texte intégral).